# Ô Hoàn
Ô Hoàn (giản thể: 乌桓; phồn thể: 烏桓; bính âm: Wūhuán, còn viết là 乌丸) hay Cổ Hoàn (古丸) là tên gọi của một nhóm sắc tộc du cư cổ đại tại miền bắc Trung Quốc trong thời kỳ cổ đại, trong khu vực ngày nay là các tỉnh Hà Bắc, Liêu Ninh, Sơn Tây, thành phố trực thuộc trung ương Bắc Kinh và khu tự trị Nội Mông Cổ.

## Lịch sử
Người Ô Hoàn là hậu duệ từ người Đông Hồ, những người bị người Hung Nô đánh bại. Cuối thế kỷ 3 TCN, thiền vu Hung Nô là Mặc Đốn đánh bại người Đông Hồ. Người Đông Hồ buộc phải di cư về phía bắc tới khu vực Tiên Ti sơn và Ô Hoàn sơn và vì thế lấy tên các dãy núi này làm tên gọi cho bộ lạc của mình, từ đó mà có người Tiên Ti và người Ô Hoàn. Ô Hoàn sơn ngày nay là khu vực thuộc đoạn giữa của dãy núi Đại Hưng An lĩnh. Người Ô Hoàn là bộ lạc du cư, sống bằng nghề chăn thả gia súc. Họ phải cống nộp cho người Hung Nô gia súc và các sản phẩm khác từ chăn nuôi như da, len v.v.
Năm Nguyên Thú thứ 4 (119 TCN) thời Hán Vũ Đế, phiếu kị tướng quân Hoắc Khứ Bệnh tấn công Hung Nô. Ông dời người Ô Hoàn tới các quận Thượng Cốc, Ngư Dương, Hữu Bắc Bình, Liêu Đông, Liêu Tây và lập ra chức quan gọi là "hộ Ô Hoàn giáo úy" để cùng người Hán theo dõi động thái của người Hung Nô.
Đến thời Vương Mãng, triều đình nhà Tân nhiều lần ra lệnh cho người Ô Hoàn không được cống nộp cho Hung Nô, cũng như cưỡng bách người Ô Hoàn phải cùng tham gia chinh phạt Hung Nô. Cùng nhiều hành động khác như cưỡng đoạt vợ con của họ, đã dẫn tới việc người Ô Hoàn phản Hán theo Hung Nô.
Năm Kiến Vũ thứ 22 (46) thời Hán Quang Vũ Đế, nhân người Hung Nô có nội loạn, người Ô Hoàn đã tấn công người Hung Nô, nhưng bị người Hung Nô truy đuổi, phải chạy tới phía nam sa mạc Gobi. Nhà Đông Hán nhân cơ hội này thu phục người Ô Hoàn, cho họ được sinh sống tại khu vực Thái Nguyên. Vùng đất cũ của họ tại Ô Hoàn sơn bị người Tiên Ti chiếm lĩnh.
Người Ô Hoàn từng hoạt động tích cực trong nửa sau của nhà Hán, thường được tập hợp lại thành các lực lượng quân thường trực của nhà Hán. Không gióng như phần lớn các dân tộc phi-Hán khác trên biên giới của đế quốc Trung Hoa, người Ô Hoàn có sự hợp tác tích cực hơn đối với triều đình nhà Hán. Tuy nhiên, vào khoảng thập niên 180-190, khi nhà Hán đang trên đà sụp đổ, thì người Ô Hoàn lại gia nhập vào nhiều cuộc nổi dậy và nội chiến của người Trung Quốc.
Năm Sơ Bình thứ nhất (190), Đạp Đốn, thủ lĩnh của người Ô Hoàn tại Liêu Tây, đã thống nhất các bộ lạc Ô Hoàn, xưng làm thiền vu và ủng hộ Viên Thiệu, một lãnh chúa cát cứ tại phía bắc sông Hoàng Hà. Ông từng đem quân trợ giúp Viên Thiệu đánh bại Công Tôn Toản.
Năm 200, Tào Tháo đánh bại Viên Thiệu tại trận Quan Độ. Sau khi Viên Thiệu chết, họ Viên thất thế, các con Viên Thiệu là Viên Hy, Viên Thượng chạy sang hàng Đạp Đốn. Năm 207, Tào Tháo đem quân tiến sâu vào lãnh thổ của người Ô Hoàn, đánh bại họ tại trận núi Bạch Lang (白狼山), giết chết Đạp Đốn. Khoảng 200.000 người Ô Hoàn đã hàng Tào. Nhiều kỵ binh Ô Hoàn đã gia nhập đội quân của Tào Tháo và trở thành "thiên hạ đệ nhất kỵ đội". Mặc dù nhiều thủ lĩnh Ô Hoàn đã cầm đầu các cuộc nổi dậy lẻ tẻ trong suốt thế kỷ 3, nhưng vào thế kỷ 4 thì họ đã bị thay thế bằng người Tiên Ti.
Thời kỳ Ngũ Hồ Thập lục quốc, người Ô Hoàn cùng các dân tộc tạp cư khác hình thành nên cái gọi là "Tạp Hồ". Người Ô Hoàn, Tiên Ti cùng Hung Nô hỗn huyết tạo ra người Thiết Phất. Một người Thiết Phất nổi tiếng là Hách Liên Bột Bột lập ra nước Hồ Hạ.
Thời kỳ nhà Đường, từ sông Nộn về phía bắc là nước Ô Hoàn, theo truyền thuyết là do người Ô Hoàn lập ra. Liêu Thái Tổ Da Luật A Bảo Cơ từng phái binh chinh phạt nước này. Người Ô Hoàn sau này bị phân mảnh và đồng hóa thành các dân tộc khác.

## Ngôn ngữ
Ngôn ngữ của người Ô Hoàn với người Tiên Ti là tương đối giống nhau và cùng thuộc một hệ ngôn ngữ. Tuy nhiên, người ta vẫn chưa rõ nó thuộc về nhánh nào của ngữ hệ Altai, có thuyết cho là thuộc ngữ tộc Mông Cổ, nhưng có thuyết cho là thuộc ngữ tộc Turk (Đột Quyết) hay ngữ tộc Tungus (Thông Cổ Tư).